# Microregiunea Pápa
Microregiunea Pápa (în maghiară Pápai kistérség) a fost o microregiune statistică (kistérség) din județul Veszprém, Ungaria.
Cu o populație de 58.882 locuitori și o suprafață de 1.021,10 km2, aceasta a existat până în 2014, când în Ungaria, microregiunile ”kistérségek” au fost înlocuite de districte (járások).